# Yujiapu
Yujiapu est un quartier d'affaires en construction situé à Binhai, dans la municipalité de Tianjin.